# Hygrochroa bombycina
Hygrochroa bombycina är en fjärilsart som beskrevs av Felder 1874. Hygrochroa bombycina ingår i släktet Hygrochroa och familjen silkesspinnare. Inga underarter finns listade i Catalogue of Life.